# Nona Batumi
Nona Batumi – gruziński klub szachowy z siedzibą w Batumi, mistrz kraju z 2014 roku, czterokrotny zdobywca Pucharu Europy kobiet.

## Historia
Klub powstał w 1976 roku z inicjatywy komitetu wykonawczego miasta Batumi. Nazwę nadano na cześć mistrzyni świata, Nony Gaprindaszwili. Początkowo klub szkolił juniorów i organizował turnieje. W 2013 roku klub przeszedł pod zarząd miasta. W 2014 roku zespół pod nazwą Nona Adżaria zdobył mistrzostwo Gruzji. W tym samym roku klub zadebiutował w Pucharze Europy kobiet. Gruziński klub wygrał wówczas wszystkie spotkania i zdobył trofeum, pokonując drugie CE Monte-Carlo o cztery punkty. W składzie drużyny znajdowały się wówczas Nana Dzagnidze, Bela Chotenaszwili, Salome Melia, Nino Baciaszwili i Miranda Mikadze. W roku 2015 klub zajął piąte miejsce w krajowych mistrzostwach. W tym samym roku zespół obronił tytuł w Pucharze Europy kobiet, ponownie wygrywając komplet spotkań. W sezonie 2016 Nona Batumi zajął drugie miejsce w Pucharze Europy, zwyciężając w pięciu meczach, remisując z Odlarem Yurdu i przegrywając z CE Monte-Carlo. W następnym roku zespół wygrał pięć spotkań, zremisował z Mediciną Timișoara i przegrał z Odlarem Yurdu, jednak zdobył tytuł. W 2018 roku klub wygrał pięć razy, remisując ponadto z Kyiv Chess Federation i CE Monte-Carlo, co zapewniło gruzińskim szachistkom drugie miejsce. W sezonie 2019 zespół wygrał cztery mecze i zremisował trzy, zdobywając czwarty Puchar Europy.

## Arcymistrzowie w historii klubu
- Nino Baciaszwili[12]
- Bela Chotenaszwili[13]
- Nana Dzagnidze[13]
- Dawit Dżodżua[14]
- Alexandr Fier[14]
- Dronavalli Harika[13]
- Dawit Magalaszwili[14]